# Agrostis ussuriensis
Agrostis ussuriensis är en gräsart som beskrevs av N.S. Probatova. Agrostis ussuriensis ingår i släktet ven, och familjen gräs. Inga underarter finns listade i Catalogue of Life.